# Nnamdi Oduamadi
Nnamdi Chidiebere Oduamadi, född 17 oktober 1990 i Lagos, är en nigeriansk fotbollsspelare som senast spelade för KF Tirana.

## Karriär

### Klubbkarriär
Oduamadi föddes i Lagos, där han började spela fotboll för den lokala akademin Pepsi Football Academy vid sju års ålder. Han lämnade sitt hemland år 2008 för att spela för italienska Milan, även om han officiellt skrev på kontraktet först i januari 2009 på grund av byråkratiska anledningar. Oduamadi tillbringade två år i klubbens ungdomssystem, där han var medlem i U20-laget som vann Coppa Italia Primavera år 2010, 25 år efter klubbens senaste seger i tävlingen.
Vid början av säsongen 2010-2011 meddelade Milan att hälften av rättigheterna till Oduamadi sålts till Genoa, som en del i övergången av grekiske Sokratis Papastathopoulos. Oduamadi stannade dock i Milan eftersom klubben behållit rättigheterna att använda honom i spel. Därefter togs han permanent upp till A-laget och han gjorde sin officiella debut i en ligamatch mot Catania den 18 september 2010, då han byttes in under de sista 10 spelminuterna. Han spelade dock fortfarande vissa matcher för ungdomslaget eftersom han inte fick så mycket speltid för A-laget. Därmed fick han även vara med i truppen till turneringen Torneo di Viareggio.

### Landslagskarriär
Internationellt började Oduamadi spela för Nigerias U17-lag under tiden då han spelade för Pepsi Football Academy. Han blev uppkallad till U19-landslaget för att vara med och spela U20-världsmästerskapet i fotboll 2009, men han tvingades avstå att spela på grund av en skada på knäsenan.
Oduamadi gjorde sin internationella debut för Nigerias herrlandslag i fotboll den 29 mars 2011 i en match mot Kenya, då han byttes in till andra halvlek.